# Кодесаль, Эдгардо
Эдга́рдо Кодеса́ль Ме́ндес (исп. Edgardo Codesal Méndez; род. 2 июня 1951, Монтевидео) — уругвайско-мексиканский футбольный арбитр, наиболее известен благодаря обслуживанию финального матча чемпионата мира 1990 года.
Кодесаль был назначен главным арбитром финального матча. Качество судейства в этом матче до сих пор остаётся темой разнообразных споров. В матче Кодесаль показал две красные карточки, удалив двух игроков сборной Аргентины, а также назначил пенальти в ворота последних. Назначенный одиннадцатиметровый удар реализовал Андреас Бреме. Забитый мяч оказался единственным в матче и победным для сборной Германии.